# صفيحة القارة القطبية الجنوبية الجليدية

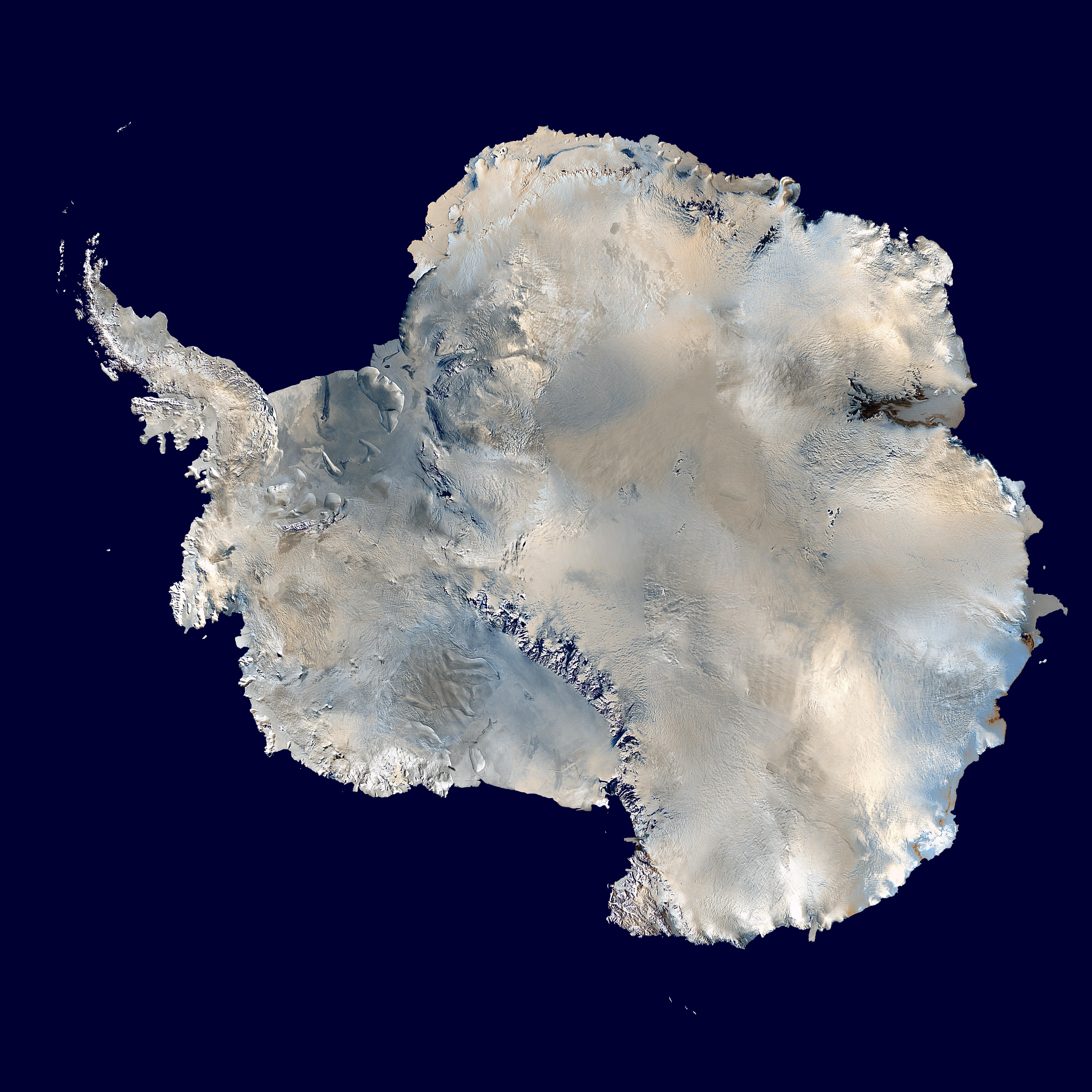
صورة فضائية لصفيحة القارة الجنوبية القطبية الجليدية.

صفيحة القارة القطبية الجنوبية الجليدية هي صفيحة جليدية قاريّة تغطي 98℅ من القارة القطبية الجنوبية، بمساحة تبلغ 14 مليون كيلومتر مربع (5.4 مليون ميل مربع) وسماكة وسطية تزيد عن كيلومترين (1.2 ميل). وتُعد الأكبر بين الصفيحتين الجليديتين الحاليتين لكوكب الأرض، وتحوي 26.5 مليون كيلومتر مكعب (6,400,000 ميل مكعب) من الجليد، ما يعادل 61℅ من كامل المياه العذبة على كوكب الأرض. إن سطحها شبه مستمر، وتُعد الوديان الجافة والنتوءات الصخرية الجليدية للسلاسل الجبلية القطبية الجنوبية والقاعدة الصخرية الساحلية المتناثرة المناطقَ الوحيدةَ الخالية من الجليد في القارة. على أي حال، فإنها تُقسم غالبًا إلى صفيحة القارة القطبية الجنوبية الجليدية الشرقية، وصفيحة القارة القطبية الجنوبية الجليدية الغربية، وشبه الجزيرة القطبية الجنوبية، وذلك بسبب الاختلافات الكبيرة في الطبوغرافيا وتدفق الجليد وتوازن الكتلة الجليدية بين المناطق الثلاث.
ولأن صفيحة القارة القطبية الجنوبية الجليدية الشرقية أكبر بعشرة أضعاف من صفيحة القارة القطبية الجنوبية الجليدية الغربية وتقع على ارتفاع أعلى، فإنها أقل تأثرًا بالتغير المناخي من الصفيحة الجليدية الغربية. في القرن العشرين، كانت صفيحة القارة القطبية الجنوبية الجليدية الشرقية إحدى المناطق الوحيدة على كوكب الأرض التي أظهرت تبريدًا محدودًا بدلًا من الاحترار، رغم ارتفاع درجات الحرارة في الصفيحة الجليدية الغربية بمعدل يزيد عن 0.1 °م/عقد منذ خمسينيات القرن العشرين وحتى عام 2000، وبمعدل اتجاه احتراري أكبر من 0.05 °م/عقد منذ عام 1957 عبر القارة كاملةً. اعتبارًا من بدايات عشرينيات القرن الحادي والعشرين، لا يزال هناك زيادة صافية بالكتلة فوق الصفيحة الجليدية الشرقية (بسبب تجمد الهطولات المتزايدة فوق الصفيحة الجليدية)، لكن ذوبان الجليد من الكتل الجليدية التابعة للصفيحة الجليدية الغربية مثل جليدية ثوايتس وجليدية جزيرة باين أكبر بكثير.
بحلول عام 2100، سوف يُضيف ذوبان الجليد الصافي في القارة القطبية الجنوبية وحدها نحو 11 سم (5 إنشات) إلى ارتفاع منسوب البحار العالمي. بالإضافة إلى ذلك، فإن الطريقة التي تتوضّع بها الصفيحة الجليدية الغربية عميقًا تحت مستوى البحر يجعلها عرضةً لعدم استقرار الصفيحة الجليدية البحرية، وهو أمر يصعب محاكاته في نماذج الصفيحة الجليدية. إذا تحرّض عدم الاستقرار قبل عام 2100، فإن بإمكانه زيادة ارتفاع منسوب البحار الإجمالي المُسبَّب بالقارة القطبية الجنوبية أكثر بعشرات السنتيمترات، وخاصة مع ارتفاع الاحترار الإجمالي. يولّد ذوبان الجليد في القارة القطبية الجنوبية أيضًا ماء الجليد المنصهر العذب، وذلك بمعدل 1100-1500 بليون طن في السنة. إن ماء الجليد المنصهر هذا يخفف من ملوحة مياه القاع القطبية الجنوبية، ما يضعف الخلية السفلية لدوران انقلاب المحيط الجنوبي وقد يساهم في انحسارها حتى، لكن من المرجح أن يحدث هذا على مدى قرون متعددة.
تُظهر أبحاث المناخ القديم والنمذجة المحسَّنة أرجحيةَ اختفاء صفيحة القارة القطبية الجنوبية الجليدية الغربية وإن لم يتفاقم الاحترار أكثر، والشيء الوحيد الذي قد يحافظ عليها هو إنقاص الاحترار بمقدار 2 °م (3.6 °ف) تحت درجة حرارة عام 2020. يُعتقد أن ذوبان الصفيحة الجليدية سيستغرق ما بين 2,000 و13,000 سنةً، رغم أن قرونًا عديدةً من الانبعاثات العالية قد تقلل هذه المدة إلى 500 سنة. قد يرتفع منسوب البحار بمقدار 3.3 متر (10 أقدام و10 إنشات) في حال ذوبان الصفيحة الجليدية مع بقاء الأغطية الجليدية فوق الجبال، وقد يرتفع المنسوب 4.3 متر (14 قدم و1 إنش) في حال ذوبان الأخيرة أيضًا. قد يُضيف الارتداد متوازن الضغط نحو متر واحد (3 أقدام و3 إنشات) إلى منسوب البحار العالمي خلال 1,000 سنة أخرى. في المقابل، تُعد صفيحة القارة القطبية الجنوبية الجليدية الشرقية أكثر استقرارًا بكثير وقد لا تسبّب سوى زيادة مقدارها 0.5 متر (قدم واحد و8 إنشات) – 0.9 متر (قدمان و11 إنشًا) في منسوب البحار في ظل المستوى الحالي من الاحترار، وتمثّل هذه الزيادة جزءًا صغيرًا من الزيادة الإجمالية البالغة 53.3 متر (175 قدمًا) التي ستنتج عن ذوبان الصفيحة الجليدية كاملةً. عند درجة حرارة تبلغ نحو 3 °م (5.4 °ف)، قد تنحسر بعض المواقع الهشة مثل حوض ويلكس وحوض أورورا على مدى 2,000 سنة تقريبًا، وذلك قد يضيف ما يصل إلى 6.4 متر (21 قدمًا) إلى منسوب البحار. سيتطلب ذوبان الصفيحة الجليدية بكاملها أن يكون الاحترار العالمي ضمن مجال يتراوح بين 5 °م (9.0 °ف) و10 °م (18 °ف) وفترة تبلغ 10,000 سنة كحدٍّ أدنى.

## الجغرافيا
تغطي صفيحة القارة القطبية الجنوبية الجليدية منطقة تكاد تبلغ مساحتها 14 مليون كيلومتر مربع (5.4 مليون ميل مربع) وتحتوي 26.5 مليون كيلومتر مكعب (6,400,000 ميل مكعب) من الجليد. يَزِن الكيلومتر المكعب من الجليد تقريبًا 0.92 غيغاطن متري، ما يعني أن الصفيحة الجليدية تزن نحو 24,380,000 غيغاطن. يمثل هذا الجليد نحو 61℅ من كامل المياه العذبة الموجودة على كوكب الأرض. تُعد صفيحة غرينلاند الجليدية في المنطقة القطبية الشمالية الصفيحةَ الجليديةَ الأخرى الوحيدة الموجودة حاليًا على كوكب الأرض.
تُقسَّم صفيحة القارة القطبية الجنوبية الجليدية عبر سلسلة الجبال العابرة للقارة القطبية الجنوبية إلى قسمين غير متساويين يُطلق عليهما صفيحة القارة القطبية الجنوبية الجليدية الشرقية وصفيحة القارة القطبية الجنوبية الجليدية الغربية الأصغر منها. يَعُدّ بعض العلماء الجليدَ الذي يغطي شبه الجزيرة القطبية الجنوبية الصغيرة نسبيًا (الموجودة أيضًا في القارة القطبية الجنوبية الغربية) الصفيحةَ الجليدية الثالثة في القارة القطبية الجنوبية، ويعود ذلك جزئيًا إلى كون مستجمعاتها المائية مميزةً للغاية عن الصفيحة الجليدية الغربية. بالمحصلة، تبلغ سماكة هذه الصفائح الجليدية وسطيًا نحو كيلومترَين (1.2 ميل)، رغم أن سلسلة الجبال العابرة للقارة القطبية الجنوبية مغطاةٌ بالجليد إلى حد كبير، مع كون بعض القمم الجبلية ووديان ماكموردو الجافة خاليةً من الجليد في الوقت الحالي. تملك بعض المناطق الساحلية أيضًا قاعدةً صخرية مكشوفة غير مغطاة بالجليد. كان العديد من تلك المناطق مغطى بالجليد خلال العصر الجليدي الحديث المتأخر.
تستند صفيحة القارة القطبية الجنوبية الجليدية الشرقية إلى كتلة أرضية كبرى، لكن سرير صفيحة القارة القطبية الجنوبية الجليدية الغربية يكون في بعض الأماكن على عمق أكبر من 2,500 متر (8,200 قدم) تحت مستوى سطح البحر، وسوف تُشكِّل قاعَ البحر في حال غياب الصفيحة الجليدية. تُصنَّف صفيحة القارة القطبية الجنوبية الجليدية الغربية على أنها صفيحة جليدية بحرية، ما يعني أن سريرها يقع تحت مستوى سطح البحر وأن حوافها تتداخل مع الجروف الجليدية العائمة. يَحُدُّ صفيحةَ القارة القطبية الجنوبية الجليدية الغربية جرفُ روس الجليدي وجرف فيلشنر رون الجليدي وجليديات مَصبّية تتدفق في بحر أموندسن. تُعد جليدية ثوايتس وجليدية جزيرة باين أهم جليديتَين مَصبّيتَين.

## الاحترار فوق الصفيحة الجليدية
القارة القطبية الجنوبية هي أكثر القارات برودة وجفافًا على كوكب الأرض، وهي تملك الارتفاع الوسطي الأكبر. يعني جفاف المنطقة القطبية الجنوبية أن الهواء يحتوي القليل من بخار الماء وينقل الحرارة بصورة سيّئة. إن المحيط الجنوبي الذي يحيط بالقارة أشد فعالية بكثير في امتصاص الحرارة بالمقارنة مع أي محيط آخر. إن وجود الجليد البحري الكثيف على مدار العام، والذي يملك عاكسية (انعكاسية) شديدة، يضيف إلى عاكسية السطح الأبيض الساطع للصفائح الجليدية. تعني برودة المنطقة القطبية الجنوبية أنها المكان الوحيد على كوكب الأرض حيث يحدث انقلاب حراري جوي كل شتاء؛ ففي سائر أرجاء الأرض، يكون الجو على أحرّه قرب السطح ويصبح أبرد مع ازدياد الارتفاع. خلال شتاء المنطقة القطبية الجنوبية، يصبح السطح في مركزها أبردَ من الطبقات الجوية المتوسطة؛ هذا يعني أن غازات الدفيئة تحبس الحرارة في الغلاف الجوي المتوسط، وتُقلل تدفقها نحو السطح ونحو الفضاء، بدلًا من منع تدفق الحرارة من الطبقات الدنيا إلى الطبقات العليا للغلاف الجوي.

## اقرأ أيضاً
- القارة القطبية الجنوبية